# As-Salimijja (Syria)
As-Salimijja (arab. السالمية) – wieś w Syrii, w muhafazie As-Suwajda. W 2004 roku liczyła 219 mieszkańców.